# Alice Brueggemann
Alice Esther Brueggemann (Porto Alegre, 10 de março de 1917 – Porto Alegre, 22 de fevereiro de 2001) foi uma pintora, desenhista e professora brasileira. De ascendência alemã, praticou uma pintura figurativista e expressionista, sobretudo ligada à figura e ao retrato.[carece de fontes?]
Formou-se em 1944 no Instituto de Artes da Universidade Federal do Rio Grande do Sul e, desde a década de 1950 foi uma presença constante em salões e mostras da capital gaúcha, iniciando sua carreira em uma época em que a atividade artística feminina era desacreditada, sendo uma das primeiras mulheres brasileiras a se intitular "artista plástica profissional".
Estudou pintura com Ado Malagoli, desenho e colagem com Luiz Solari e serigrafia com Júlio Plaza. Em duas ocasiões foi presidente de associações de artistas: da Associação Riograndense de Artes Plásticas Francisco Lisboa, em 1964, e da Associação Cultural dos Ex-Alunos do Instituto de Artes, em 1986.
Fez parte de uma geração pioneira de mulheres que foram as primeiras a se profissionalizar dentro das artes no Rio Grande do Sul. Manteve por mais de 40 anos um atelier em conjunto com uma delas, sua amiga Alice Soares. A parceria das duas artistas resultou na alcunha "as duas Alices". Durante muito tempo, foi desenhista do Serviço Social da Indústria (SESI). Realizou inúmeras exposições individuais e coletivas, no Rio Grande do Sul e no Brasil, participando também do 14º Panorama da Arte Atual Brasileira, no Museu de Arte Moderna de São Paulo.
Teve suas obras e trabalho reconhecidos em diversas premiações, como em 1977, quando recebeu a medalha Cidadã de Porto Alegre, uma homenagem da prefeitura municipal por sua dedicação em prol do desenvolvimento artístico e cultural da cidade.
Juntamente com Alice Soares, Angelo Guido e Christina Balbão, criou a Escolinha de Arte da UFRGS; lecionou também no Ateliê Livre da Prefeitura.
A pesquisadora Neiva Bohns assim escreveu sobre seu trabalho:[carece de fontes?]
"Suas obras foram sendo impregnadas por uma melancolia ímpar, por uma atmosfera onírica, que, na maturidade das últimas décadas, tornou-se metafísica. Dotou suas naturezas-mortas de tamanha imaterialidade, que delas parece emanar luz. Alguns de seus quadros são configurações de tal forma simbólicas que extrapolam a dimensão do visível. Passagem obrigatória para quem deseja tomar contato com a melhor parcela das artes visuais rio-grandenses (…)".

## Leitura complementar
- Renato Rosa & Décio Presser. Dicionário de Artes Plásticas no Rio Grande do Sul. Porto Alegre: Editora da Universidade, 1997.